# Nonsbergské Alpy
Nonsbergské Alpy
(italsky Alpi della Val di Non, německy Nonsberggruppe) je horská skupina v autonomní oblasti Tridentsko-Horní Adiže, na severu Itálie. Je součástí Jižních vápencových Alp. Rozkládá se jihozápadně od města Bolzana. Severní a východní hranici pohoří tvoří řeka Adiže, jižní obce Mezzolombardo a Mezzocorona a západní údolí Val di Non. Nejvyšší horou Nonsbergských Alp je Monte Luco (2 434 m).